# Cheng Heng
Cheng Heng (11 de enero de 1909 -15 de marzo de 1996) fue un político de Camboya, presidente de estado del país entre 1970 y 1971 y una de las figuras más prominentes de la política durante el periodo de la República Jemer (1970–1975).

## Biografía
Heng nació en la provincia de Takeo, en una familia de clase media de origen sinokhmer. Con el tiempo se convirtió en un próspero empresario y terrateniente. Trabajó en la administración colonial, consiguiendo el grado de Oudom-Montrey (funcionario sénior), a mediados de la década de 1950.
Sus primeros pasos en la política, coincidiendo con el periodo de control del país por parte del Sangkum de Norodom Sihanouk, son relativamente desconocidos: entró en política el año 1958, actuando como secretario de estado por la agricultura entre 1961 y 1962. Más tarde sería elegido por el Sangkum como diputado del distrito de Ta Khmau, en 1962, perdió el escaño en las elecciones de 1966 ante Keo Sann.  Heng, no obstante, recuperó el puesto, en 1967, esta vez en representación de Phnom  Phnom Penh, y en 1970 fue escogido como presidente de la Asamblea Nacional de Camboya. Su apoyo, antes de 1970, parece que era bastante limitado; además del cargo de presidente de la Asamblea, con anterioridad había sido director de la principal prisión de la capital. Justo después del golpe de Estado de 1970, en el cual el primer ministro y el vice primer ministro, el general Lon Nol y el príncipe Sisowath Sirik Matak, respectivamente, consiguieron echar a Sihanouk, Heng fue escogido como la nuevo jefe de Estado hasta que se pudieran celebrar unas elecciones. Este papel, no obstante, era principalmente ceremonial, puesto que Lon Nol asumió la mayor parte de los poderes políticos de la figura de jefe de Estado en base al estado de emergencia: Sihanouk, desde el exilio, tildó a Heng  como un "títere insignificante".
Aparte de dar conferencias de prensa, Cheng Heng también se hizo cargo de recibir políticos extranjeros: William Shawcross explicaba una anécdota en el marco de la visita de Spiro Agnew, en 1970, a Phnom Phnom Penh, en la cual el jefe de Estado en funciones tuvo que aceptar que personal de los servicios secretos norteamericanos probaran sus armas con él cuando intentaba dar la bienvenida a Agnew al Palacio Real.
Finalmente, Nol utilizó una crisis política para retirar a Heng del cargo y nombrarse a él mismo jefe de Estado, a principios de 1972. En 1973, después de que los americanos presionaran a Lon Nol porque ampliara el papel de la política, Heng fue nombrado vicepresidente de un 'Alto Consejo Político' formado para gobernar el país. No obstante, la capacidad de este Consejo fue rápidamente dejado de banda, adoptando Nol con otro golpe el poder personalista para dirigir la deteriorada república. En 1975, cuando las fuerzas de los Jemeres rojos rodeaban la capital, el nombre de Heng apareció en una lista de los "Siete Traidors" (donde también se  incluyó a Lon Nol, Sisowath Sirik Matak, In Tam, Long Boret, Sosthène Fernandez y Sơn Ngọc Thành), los cuales tenían que ser inmediatamente ejecutados cuando se consiguiera la victoria. Heng abandonó el país el 1 de abril de aquel año, llegando a París, donde fue miembro de un grupo de exiliados dirigido por Son Sann. Heng volvió a Camboya después de los Acuerdos de Paz de París establecidos por las Naciones Unidas en 1991, teniendo cierta relevancia política, y fundando el Partido Coalición Republicana, que participó sin éxito en las elecciones de 1993. Falleció en 1996.